# Ившины
Ившины — деревня в Слободском районе Кировской области России. Входит в состав Бобинского сельского поселения.

## География
Деревня находится на севере центральной части Кировской области, в подзоне южной тайги, к северу от автодороги Р243, на расстоянии приблизительно 17 километров (по прямой) к юго-западу от города Слободского, административного центра района. Абсолютная высота — 148 метров над уровнем моря.
Климат
Климат характеризуется как континентальный, с продолжительной холодной многоснежной зимой и умеренно тёплым летом. Среднегодовая температура — 1,5 °C. Средняя температура воздуха самого холодного месяца (января) составляет −14,2 °C (абсолютный минимум — −45 °С); самого тёплого месяца (июля) — 17,8 °C (абсолютный максимум — 35 °С). Безморозный период длится в течение 120—125 дней. Годовое количество атмосферных осадков — 550—600 мм, из которых около 70 % выпадает в тёплый период. Снежный покров устанавливается в конце октября и держится около шести месяцев.

## История
Первоначально была известна как починок Уткинский. В 1764 году числилось 36 жителей. В 1873 году в починке (Утинский или Ившины) было учтено 8 дворов и 54 жителя; в 1905 году — 16 дворов и 67 жителей; в 1926 году — 16 хозяйств и 100 человек; в 1950 году — 16 хозяйств и 59 жителей. В 1989 году проживало 65 человек. Современное название утвердилось с 1939 года.

## Население
| 2010 |
| ---- |
| 58   |

Половой состав
По данным Всероссийской переписи населения 2010 года в гендерной структуре населения мужчины составляли 46,6 %, женщины — соответственно 53,3 %.
Национальный состав
Согласно результатам переписи 2002 года, в национальной структуре населения русские составляли 100 % из 63 чел.

## Известные уроженцы
Ившин Виктор Павлович (1941—2017) — советский и российский деятель науки, учёный-химик, доктор химических наук, профессор. Ректор Марийского государственного университета (1985―1998). Почётный работник высшего профессионального образования Российской Федерации, заслуженный работник высшей школы Российской Федерации (2007). Действительный член Нью-Йоркской академии наук (1998). Член КПСС.